# Joaquim Bosch Grau
Joaquim Bosch Grau (Cullera, Ribera Baixa, País Valencià, 1965) és un magistrat i jurista valencià. Va ser portaveu de l'organització Jutges per a la Democràcia entre 2012 i 2016.

## Biografia
Va nàixer a la localitat valenciana de Cullera (Ribera Baixa) el 1965 i es va llicenciar en Dret per la Universitat de València. Durant la seua etapa universitària es va afiliar al Bloc de l'Estudiantat Agermanats (BEA), sindicat estudiantil d'ideologia valencianista. Després de finalitzar els seus estudis va obtenir una plaça com a degà dels jutges a Montcada (Horta Nord), la qual va aconseguir per oposició en la judicatura en 2002.

### Trajectòria
Després d'una etapa inicial als jutjats de Barcelona, ha estat destinat als jutjats de Dénia, Vinaròs i Massamagrell.
Ha realitzat activitats investigadores i docents com a director i ponent de cursos de formació de magistrats en el pla estatal del Consell General del Poder Judicial i en el pla autonòmic de la Conselleria de Justícia. En aquest àmbit ha dut a terme diversos estudis sobre aspectes processals relatius a la prova, a la situació de las parts en el procediment o a la problemàtica dels matrimonis en l'àmbit del Registre Civil. Així mateix, ha realitzat diversos treballs sobre immigració i refugi en el departament de Filosofia del Dret de la Universitat de València, en relació amb la legislació d'estrangeria de Dinamarca i els drets socials de l'Estat del Benestar. Ha participat com a ponent en diversos congressos d'àmbit estatal i internacional.
És especialista en Dret Civil català i en Dret Civil valencià. Ha impartit nombroses conferències vinculades a temes jurídics, sobre qüestions com la regulació legal dels delictes sobre violència de gènere, el principi d'igualtat, la reforma de l'avortament, els delictes contra l'honor, l'assetjament laboral, les ruptures familiars, la reforma del Codi Penal, la Llei de Seguretat Ciutadana, les característiques dels drets socials o les execucions hipotecàries, entre d'altres.
En maig de 2012 va ser elegit membre del Secretariat i portaveu a nivell estatal de l'organització Jutges per a la Democràcia, després de ser el magistrat més votat en les eleccions internes. Va ser reelegit en el càrrec en juny de 2014, ja que va rebre de nou el suport majoritari del congrés d'aquesta associació judicial. Va finalitzar el seu mandat en juny de 2016, després d'esgotar el temps màxim previst en els estatuts de l'organització. Posteriorment ha estat nomenat portaveu territorial de Jutges per a la Democràcia en la Comunitat Valenciana.
En setembre de 2015 va participar a Hondures, amb altres destacats juristes, en un congrés internacional en defensa de la independència judicial, en el qual es va donar suport als jutges hondurenys que varen ser apartats indegudament dels seus càrrecs, després del cop d'estat que es va produir en aquest país centreamericà en 2009.

### Presència pública
Col·labora habitualment en publicacions jurídiques i en la secció d'opinió de diversos mitjans de comunicació. També participa com a expert i representant associatiu judicial en programes de televisió, com ara "Al Rojo Vivo" de La Sexta, "Las Mañanas" de Cuatro, "El Intermedio" de La Sexta, "Espejo Público" d'Antena 3 o "Más Vale Tarde" de La Sexta.
En juny de 2015 no va acceptar l'oferiment, realitzat pel PSPV-PSOE i Compromís, per a ser titular de la Conselleria de Justícia de la Generalitat Valenciana. Poc després també va declinar l'oferta de Pablo Iglesias per a formar part de les llistes de Podemos en les eleccions generals de 2015. En ambdós casos va expressar la seua voluntat de no implicar-se en l'àmbit polític per raons personals i professionals.

## Obres destacades
- 2018.- El secuestro de la Justicia, amb Ignacio Escolar, Roca Editorial, ISBN 978-84-1709-283-2
- 2022.- La patria en la cartera. Pasado y presente de la corrupción en España, Barcelona, Editorial Ariel, enero de 2022. ISBN 978-84-3443-478-3
- 2024.- Jaque a la Democracia. España ante la amenaza de la deriva autoritaria mundial, Barcelona, Editorial Ariel, 2 d'octubre de 2024. ISBN 978-84-3443-794-4